# Agang

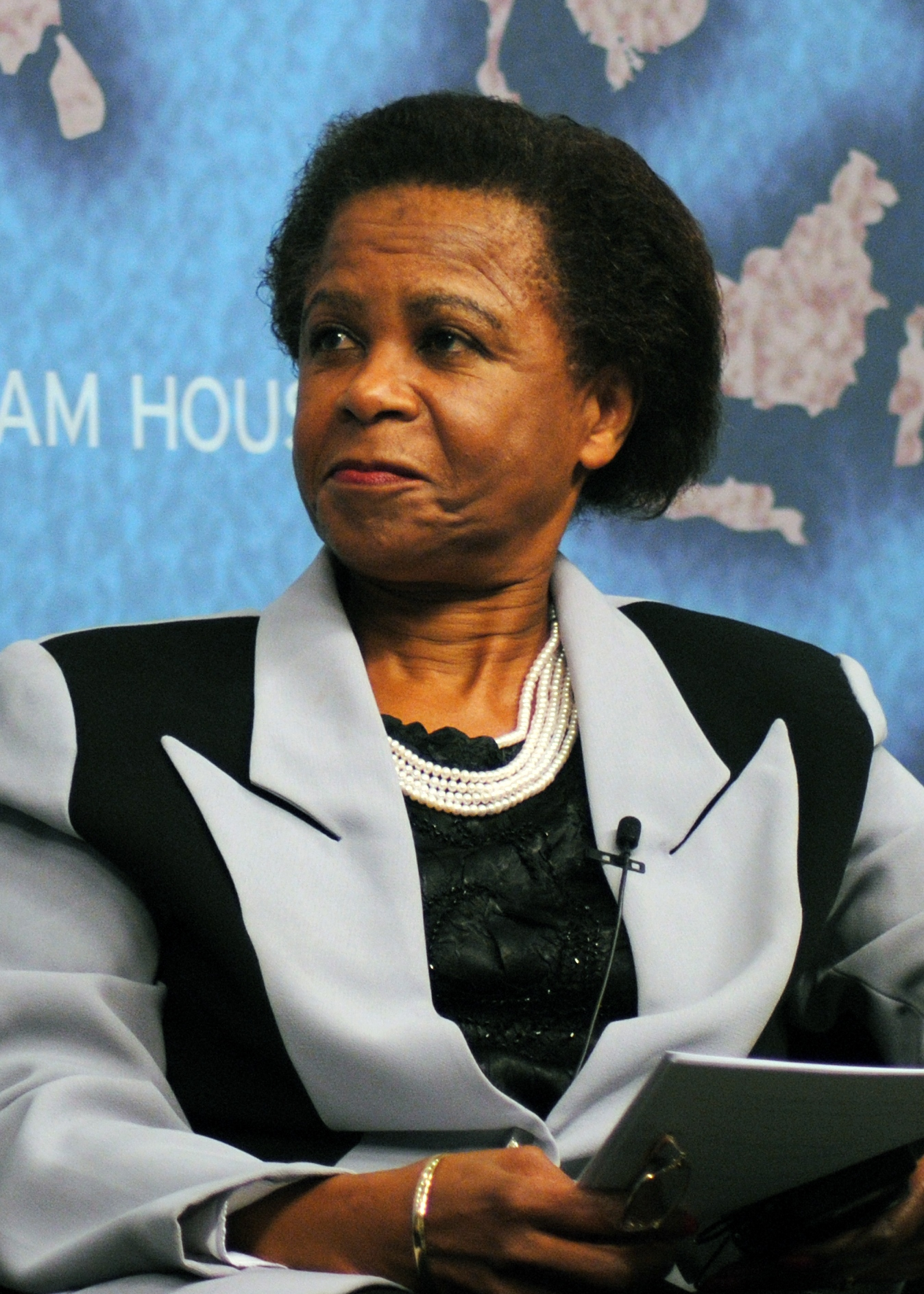
Mamphela Ramphele, oprichtster van Agang

Agang SA (IPA: [aˈɣaŋ], Sotho voor "bouw") is een politieke partij in Zuid-Afrika.
De oprichting van de partij werd aangekondigd op 19 februari 2013 door Mamphela Ramphele, een bekende politica die een goede naam heeft uit de tijd van de strijd tegen de apartheid. Zij onderhield indertijd enige tijd een relatie met Steve Biko. Ramphele is enige tijd niet politiek actief geweest maar keerde terug in de politiek uit onvrede over de richting die het ANC onder president Zuma had ingeslagen.
In juni 2013 sprak oud-bisschop Desmond Tutu, die het ANC jarenlang had gesteund maar steeds kritischer was geworden over die partij, zijn steun uit voor Agang.

## Verkiezingsuitslagen sinds 2009
| Jaar | stemmen | %     | zetels |
| ---- | ------- | ----- | ------ |
| 2014 | 52.350  | 0,28% | 2      |